# キハギ
キハギ（木萩、学名：Lespedeza buergeri または Lespedeza buergeri var. oldhamii）は、マメ科ハギ属の顕花植物。別名は、ノハギ、マルバキハギ。ハギ類の中では最も早く花をつけ、山野に自生したり、庭木に植えられる。

## 名称
和名キハギは漢字で「木萩」と書き、ハギのなかまの中でも茎が木質化して、幹が太く低木らしい姿になることに由来する。別名のひとつノハギは、野に生える萩の意味である。

## 特徴
日本の本州（青森県太平洋側以南）、四国、九州に分布する。日当たりのよい山野に生える。
落葉広葉樹の低木。株立ちし、高さは1.5 - 3メートル (m) になる。ハギ類の中でも幹が太くなり、径4センチメートル (cm) ほどになる。樹皮は淡灰褐色で縦に裂けて薄く剥がれる。一年枝は淡褐色で、短い毛が多く生えており、枝先は枯れることが多い。
葉は3出複葉で、小葉は長さ2 - 4センチメートル (cm) あり裏側には毛が生えている。
花期は夏から初秋（7 - 9月）。長さ1 cmほどあるハギ特有の蝶形の花をつける。花色は淡黄白色で、旗弁の基部と翼弁は濃紫色をしている。
果実は豆果で、花後に扁平の莢をつけ中に種子が1個だけ入り、10月ごろに熟す。冬になっても果実は残っていることがある。
冬芽は褐色の楕円形で毛があり、枝に互生する。冬芽の芽鱗は5 - 6枚あり、縦に細い筋がある。葉痕は半円形で、維管束痕は不明瞭である。また、冬芽には赤みを帯びた托葉が残ることが多く、葉痕が隠れて見えにくい。
- 全体
- 葉

## 近似種
長崎県対馬と朝鮮半島に自生するチョウセンキハギは、本種に似ているが紅紫色の花を咲かせるため見分けがつく。